# Steve Duchesne
Steve Duchesne, född 30 juni 1965, är en kanadensisk före detta professionell ishockeyspelare som tillbringade 16 säsonger i den nordamerikanska ishockeyligan National Hockey League (NHL), där han spelade för ishockeyorganisationerna Los Angeles Kings, Quebec Nordiques, St. Louis Blues, Ottawa Senators, Philadelphia Flyers och Detroit Red Wings. Han producerade 752 poäng (227 mål och 525 assists) samt drog på sig 824 utvisningsminuter på 1 113 grundspelsmatcher. Han spelade även för New Haven Nighthawks i AHL och Drummondville Voltigeurs i LHJMQ.
Han blev aldrig draftad av något lag.
Duschesne är Stanley Cup–mästare, där han vann med Detroit Red Wings säsongen 2001–2002.
Han har varit delägare i ishockeylaget Allen Americans i CHL sedan 2009.